# ISO 22301
ISO 22301全名為安全性和彈性–業務連續性管理系統–要求（英語：Security and resilience – Business continuity management systems – Requirements），是由國際標準化組織所發布的管理系統標準，規定了規劃、建立、實施、操作、監控、審查、維護和持續改進文件化管理系統標準的要求，以降低破壞性事件發生的可能性，并规定了在其發生時準備、回應並從中恢復的标准。無論組織的類型、規模和性質如何，ISO 22301均適用於所有組織或其部分。